# Kriegerdenkmal Silbertal

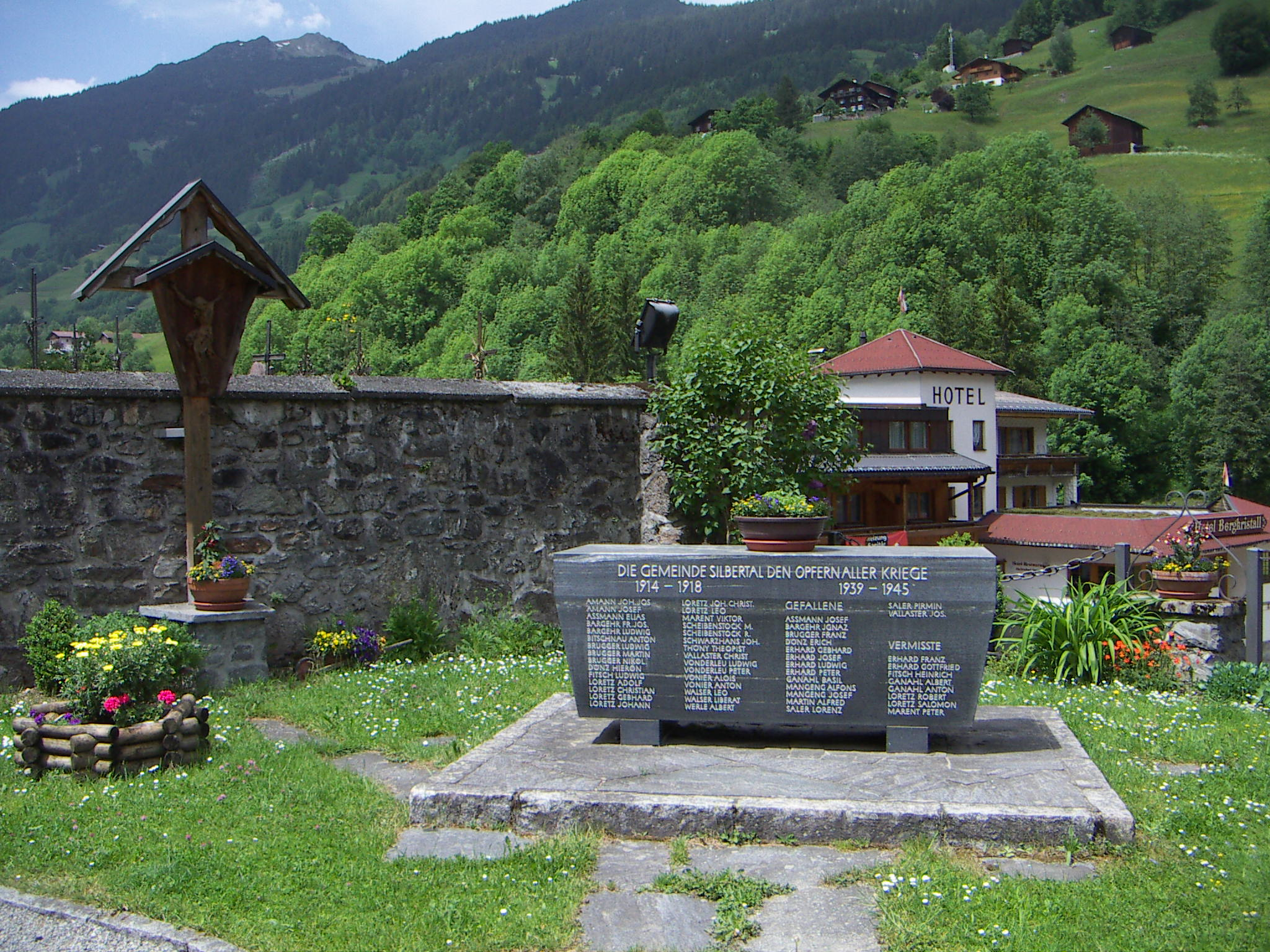
Das ehemalige Kriegerdenkmal in Silbertal, gelegen auf dem Vorplatz vor der Pfarrkirche Silbertal (Mai 2009)

Das Kriegerdenkmal Silbertal war ein 1968 errichtetes Denkmal zum Ersten und Zweiten Weltkrieg in der österreichischen Gemeinde Silbertal in Vorarlberg. Seit 2007 erfolgte eine geschichtliche Aufarbeitung zu einem bei den Namensinschriften der Gefallenen mitgenannten NS-Täter, was zu der Entfernung des Kriegerdenkmals durch die Gemeinde Silbertal im Juni 2009 führte. An der Stelle des Kriegerdenkmals wurde 2010 ein Erinnerungsplatz geschaffen.

## Geschichte
Das Kriegerdenkmal war auf Initiative des Österreichischen Kameradschaftsbundes von der Gemeinde Silbertal am 13. Oktober 1968 errichtet worden. Das Denkmal befand sich vor der Friedhofsmauer, auf dem Vorplatz vor der innerhalb des Friedhofes stehenden Pfarrkirche Silbertal. Es diente dem Gedenken an die „Opfer aller Kriege“ und an die Gefallenen der Gemeinde aus dem Ersten und dem Zweiten Weltkrieg. Auf dem Denkmal waren die in den beiden Weltkriegen gefallenen Söhne der Gemeinde aufgelistet, wobei für den Zweiten Weltkrieg auch die Kriegsvermissten angegeben wurden.
Als 2007 durch Medienberichte bekannt wurde, dass sich unter den genannten Gefallenen ein Kriegsverbrecher befand, geriet das Kriegerdenkmal in die öffentliche Kritik. Der aus Silbertal stammende Gelegenheitsarbeiter Josef Vallaster hatte sich während der NS-Zeit als SS-Mitglied an den Verbrechen des Holocaust beteiligt, worüber zuerst die Vorarlberger Nachrichten im Juni 2007 berichteten. Vallaster war in der NS-Tötungsanstalt Hartheim an der Vergasung von behinderten und kranken Menschen und der Verbrennung ihrer Leichen sowie im Vernichtungslager Sobibór am Massenmord von hauptsächlich jüdischen Menschen aus ganz Europa beteiligt.

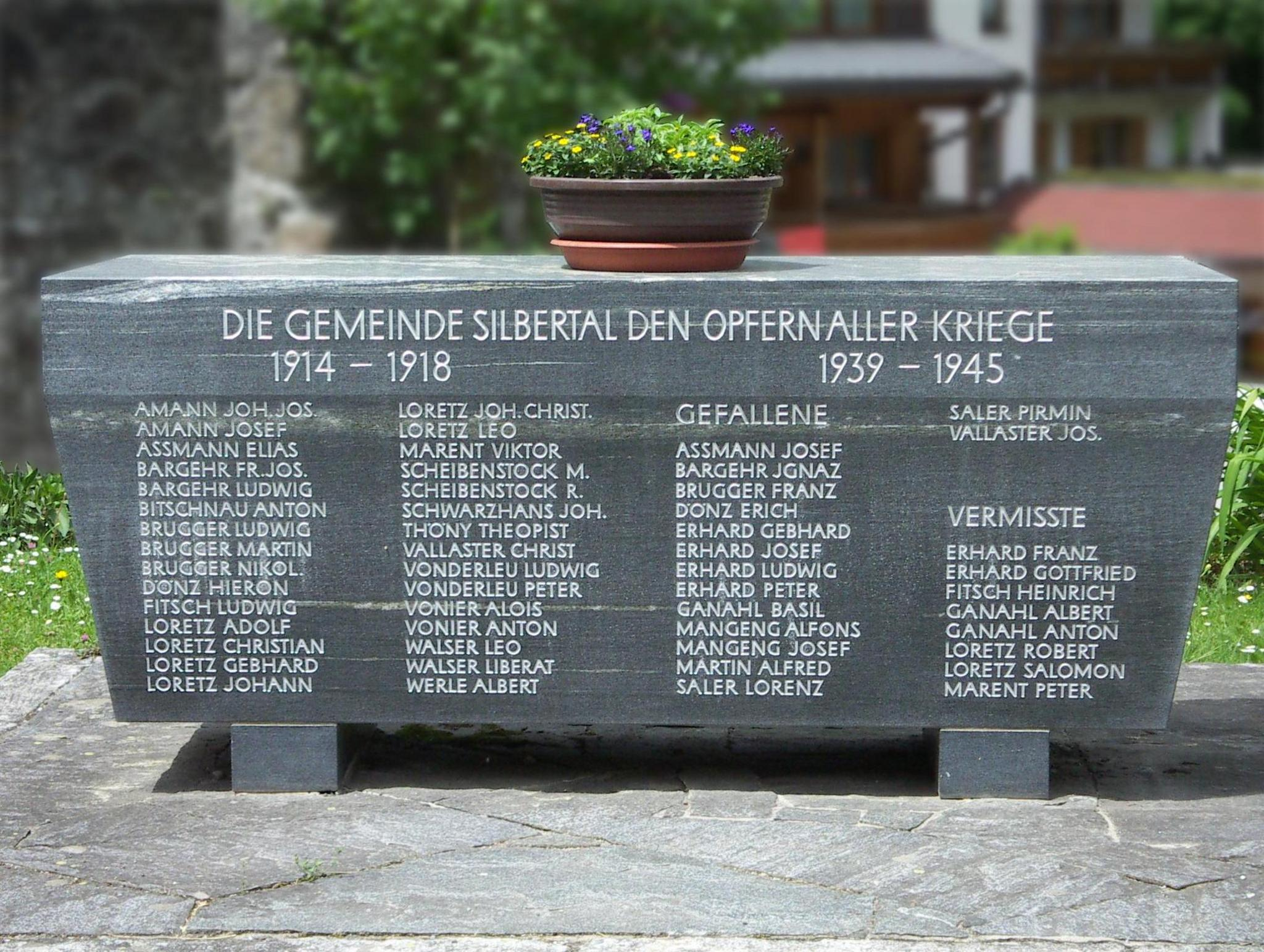
„Die Gemeinde Silbertal den Opfern aller Kriege“. Der Eintrag „VALLASTER JOS.“ befindet sich oben in der vierten Namensspalte

Daraufhin wurden Forderungen laut, entweder den Namen von Josef Vallaster oder das Denkmal selbst zu entfernen. Dies führte zur Gründung einer Geschichtswerkstatt, die von der Gemeinde Silbertal, dem Stand Montafon, den Vorarlberger Illwerken, dem Heimatschutzverein Montafon und dem Land Vorarlberg getragen wurde. Die Leitung übernahm der Montafoner Historiker Bruno Winkler. Zunächst war eine Ergänzung der Denkmalinschrift um die Namen der örtlichen Opfer der „Euthanasie“-Morde der sogenannten Aktion T4 im Gespräch. Bis Ende 2008 erfolgte eine Aufarbeitung der Geschichte des NS-Täters Josef Vallaster, wobei die Silbertaler Geschichtswerkstatt unter anderem von dem Historiker Wolfgang Weber vom Vorarlberger Landesarchiv fachlich begleitet wurde.
Weber veröffentlichte im November 2008 sein Buch Von Silbertal nach Sobibor. Über Josef Vallaster und den Nationalsozialismus im Montafon, in dem er über Vallaster und zwei weitere NS-Täter aus der Region berichtet. Vallaster war 1943 während des Aufstands von Sobibór von revoltierenden Häftlingen erschlagen und danach von der SS auf dem Soldatenfriedhof in Chelm mit militärischen Ehren beigesetzt worden. In seiner Heimat wurde er als „gefallen“ gemeldet, was seine Aufnahme in die Gefallenenliste des Kriegerdenkmals erkläre.

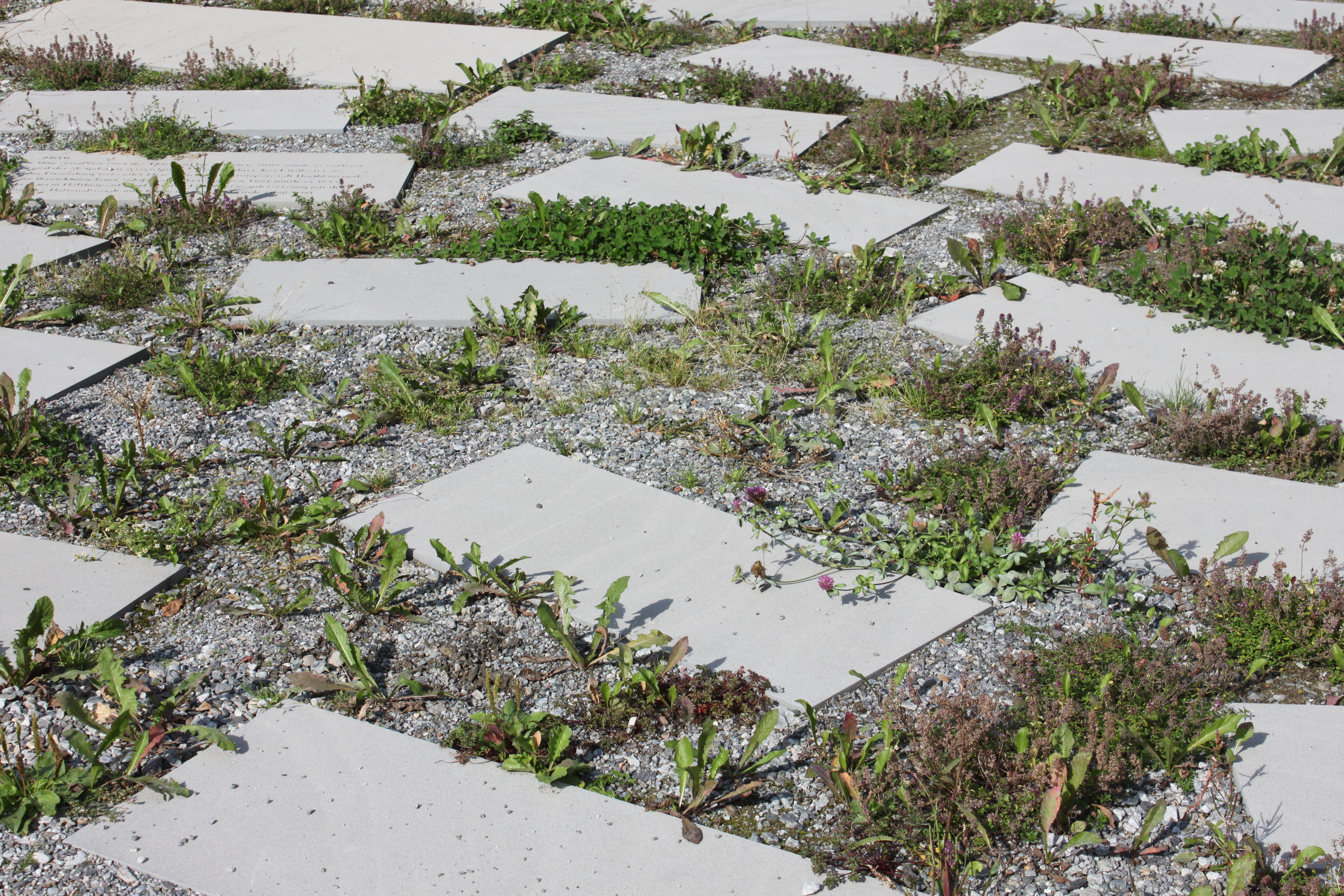
Neues Kriegerdenkmal (Detail): Alpenblumen im Kies bei jeder beschrifteten und unbeschrifteten Platte

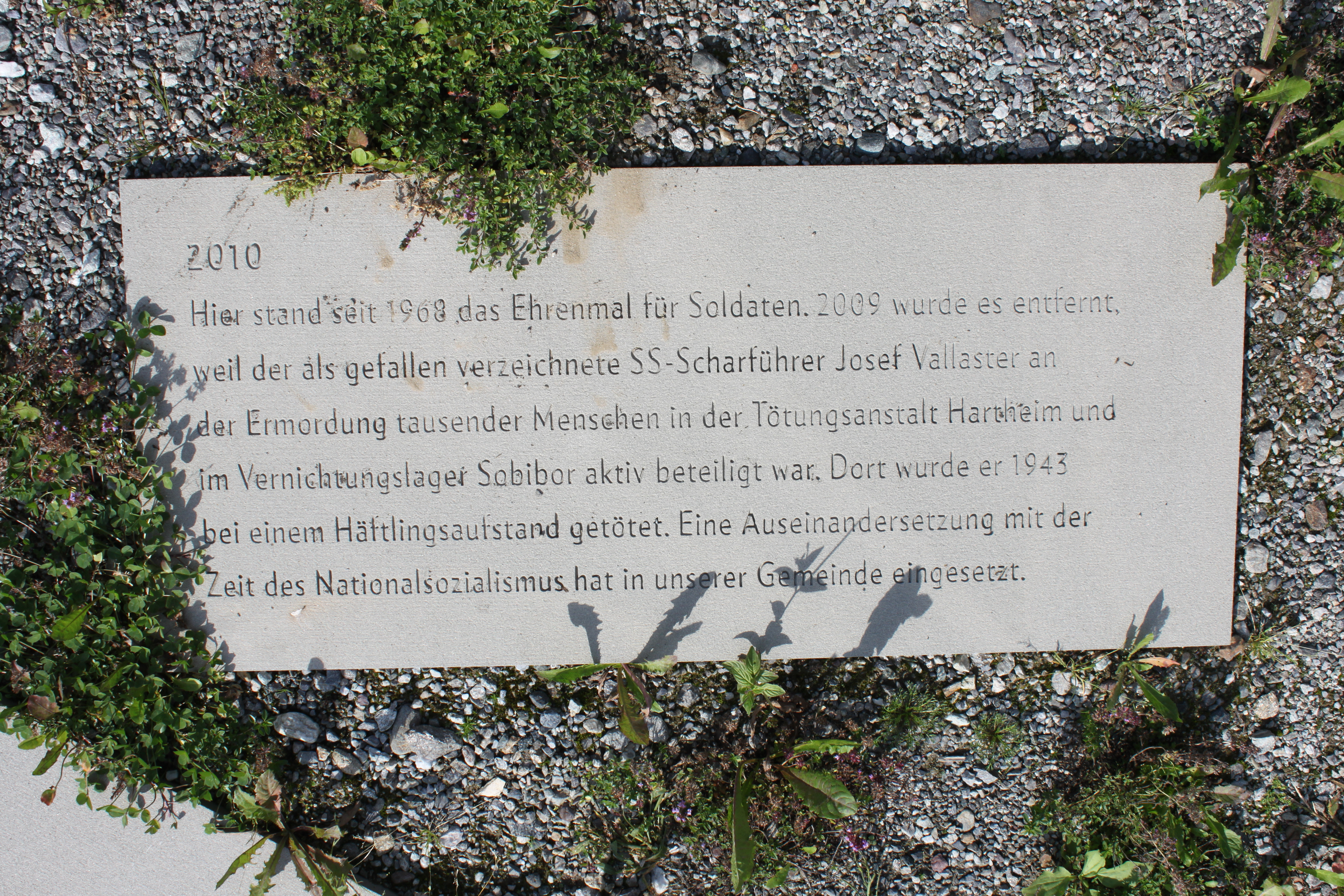
Neues Kriegerdenkmal (Detail) mit Erklärung der Neugestaltung

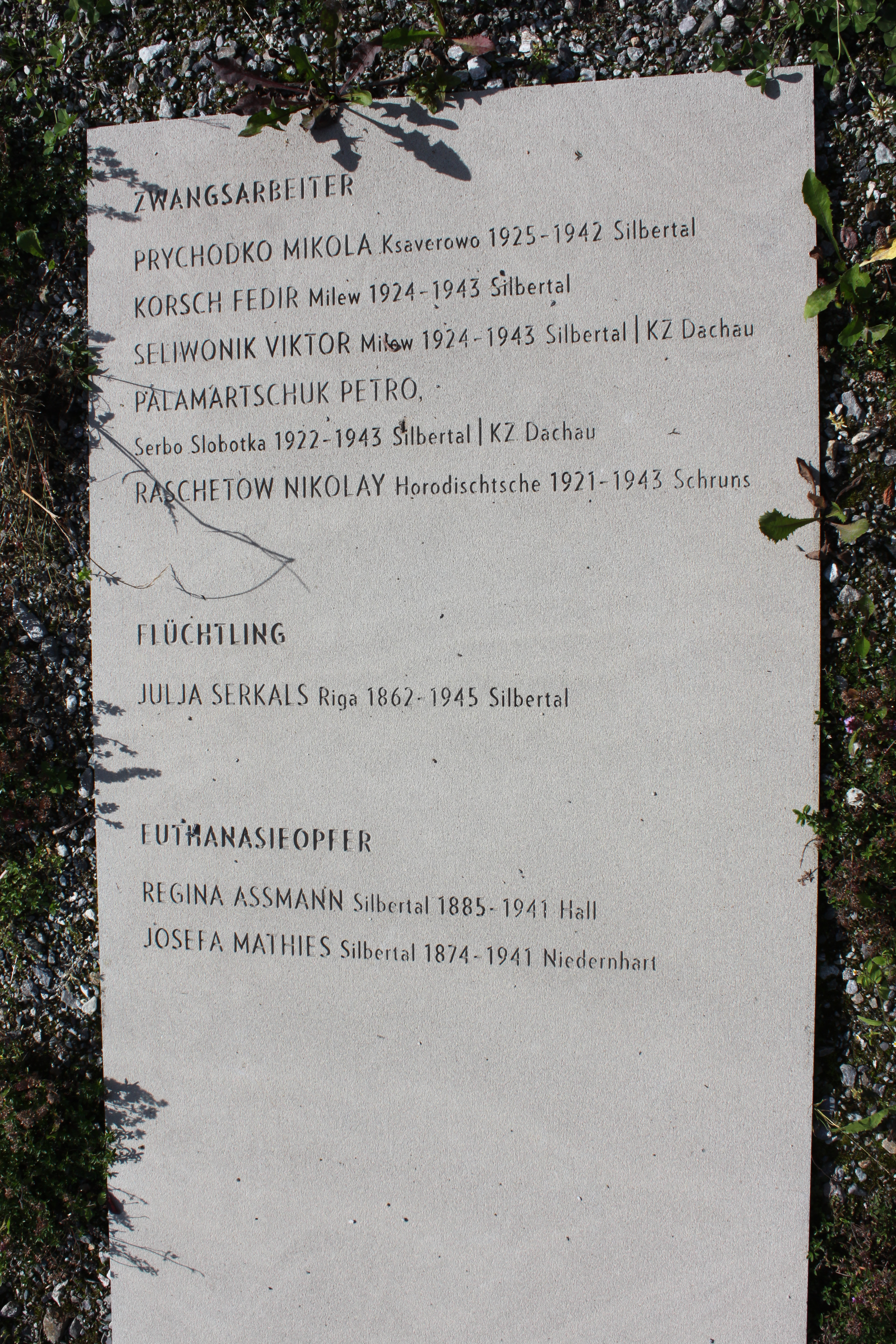
Neues Kriegerdenkmal (Detail) mit Nennung von fünf Zwangsarbeitern, ein Flüchtling, zwei Opfer der Euthanasie im Nationalsozialismus

Die Arbeit der Silbertaler Geschichtswerkstatt fand überregionales Interesse und stieß überwiegend auf positive Resonanz. Über das „modellhafte Erinnerungsprojekt“ wurde mehrmals in Zeitungen und Zeitschriften sowie im Fernsehen berichtet, wie zum Beispiel im November 2008 im Rahmen der Provikar-Lampert-Akademie 2008 im ORF-Fernsehen.
Im Sommer 2009 entschied die Gemeinde schließlich, das Kriegerdenkmal durch einen Erinnerungsplatz zu ersetzen. Dort sollte nicht nur der aus dem Ort stammenden Gefallenen der beiden Weltkriege gedacht werden, sondern auch der Flüchtlinge, Zwangsarbeiter und „Euthanasie“-Opfer. Auf Josef Vallaster sollte eigens verwiesen werden.
Das umstrittene Denkmal wurde von der Gemeinde am 25. Juni 2009 entfernt. Drohungen von Neonazis, unter anderem auf der (inzwischen stillgelegten) rechtsextremen Internet-Website Alpen-Donau.info, die sich gegen die Gemeinde und einzelne Personen richteten, hatten zu einer beschleunigten Entscheidung beigetragen.
Im November 2009 stellte die Geschichtswerkstatt Silbertal ihr Konzept für den neuen Erinnerungsplatz vor. Am Standort des ehemaligen Kriegerdenkmals wurde zwischenzeitlich mit einer Informationstafel auf die baldige Neugestaltung als Erinnerungsstätte hingewiesen. Die Errichtung des Silbertaler Erinnerungsplatzes wurde im November 2010 abgeschlossen. Die Denkmalfläche wurde in eine Ebene gelegt und unregelmäßig mit Steinplatten ausgelegt. Eine eigene Steinplatte erwähnt Josef Vallaster als Grund für die Umgestaltung. Eine Steintafel listet die Soldaten des Ersten Weltkrieges auf, eine zweite die Soldaten des Zweiten Weltkrieges. Eine dritte Steintafel nennt namentlich weitere Opfer des Zweiten Weltkrieges, darunter mehrere Zwangsarbeiter, einen Flüchtling und zwei „Euthanasie“-Opfer.

## Ehemaliges Denkmal
Das Kriegerdenkmal bestand aus einem großen Block aus Gneis in Form eines Altares, der als Steinmetzarbeit gestaltet war. Die Vorderseite war mit einer eingemeißelten Inschrift versehen. Unter den Überschriften Die Gemeinde Silbertal den Opfern aller Kriege sowie 1914–1918 und 1938–1945 waren die Gefallenen und Vermissten der zwei Weltkriege gelistet, wobei die Namensangaben für den Zweiten Weltkrieg in Gefallene und Vermisste unterteilt waren.